# Askers distrikt
Askers distrikt är från 2016 ett distrikt i Örebro kommun och Örebro län.
Distriktet ligger sydost om Örebro.

## Tidigare administrativ tillhörighet
Distriktet inrättades 2016 och utgörs av socknen Asker i Örebro kommun.
Området motsvarar den omfattning Askers församling  hade vid årsskiftet 1999/2000.